# Peter Gradin

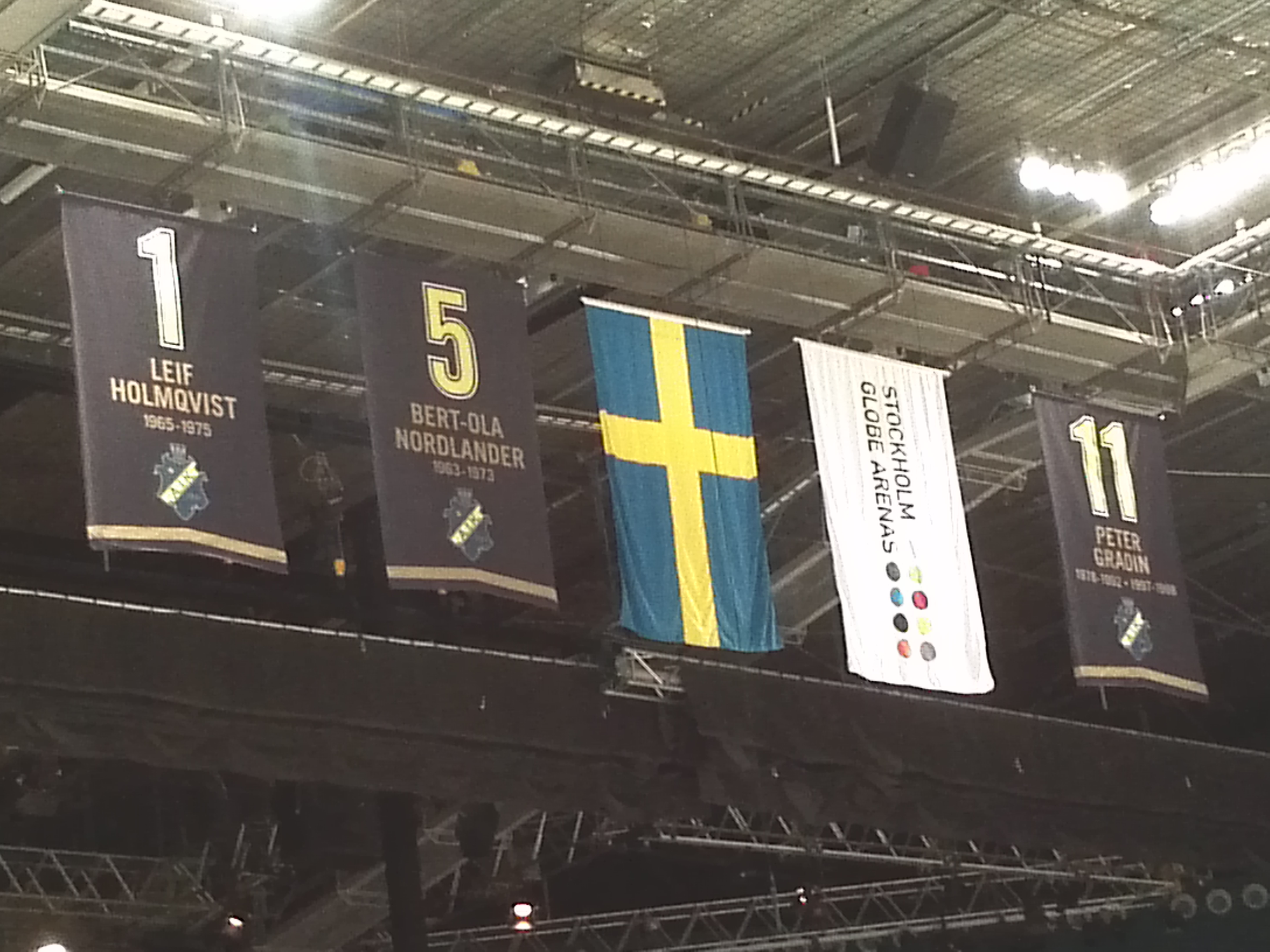
Peter Gradins namn på en av AIK Ishockeys banderoller på Johanneshovs isstadion.

Olov Peter Gradin, född 9 december 1958 i Långsele, är en svensk ishockeyspelare som under fjorton säsonger representerade AIK Ishockey i Elitserien. Han vann SM-guld med AIK 1982 och upprepade bedriften 1984. Samma år blev han också blev uttagen till Sveriges herrlandslag i ishockey och spel i de Olympiska vinterspelen, där laget erövrade en bronsmedalj. Han vann skytteligan i Elitserien 1988.
Peter Gradin är bror till Thomas Gradin.

## Meriter
- SM-guld 1982 och 1984
- EM-brons 1979
- VM-brons 1979
- OS-brons 1984
- Tvåa skytteligan OS 1984
- Sveriges All Star Team
- Vinnare skytteligan Elitserien 1988

## Klubbar
- Modo AIK 1976-1978 Elitserien
- AIK Ishockey 1978-1992 Elitserien